# José Dolores Grullón Estrella
José Dolores Grullón Estrella (Guayabal, Santiago de los Caballeros, 15 de enero de 1942) es un obispo dominicano. Actualmente es obispo emérito de la Diócesis de San Juan de la Maguana.

## Biografía
Nació en Guayabal, Santiago de los Caballeros, el 15 de enero de 1942. Hijo de Ramón Antonio Grullón Martínez y María Cristina Estrella Almánzar; tiene siete hermanos, entre ellos una religiosa, María Elena Grullón Estrella, y el empresario y político Sergio Grullón Estrella, quien fuera ministro de la Presidencia. Recibió el Bautismo en la capilla San Antonio de la Catedral Santiago Apóstol de la entonces Diócesis de Santiago de los Caballeros.
En 1956, a la edad de 14 años, entró al Seminario Pontificio Santo Tomás de Aquino, donde comienza en octavo de básica y realiza el bachillerato, y luego, los tres años de Filosofía.
Entre 1965 y 1966, habiendo realizado el primer año de Teología en el Seminario Santo Tomás de Aquino, se traslada a Roma, a la Pontificia Universidad Gregoriana y allí completa sus estudios teológicos, con residencia en el Colegio Pío Latinoamericano.
Fue ordenado presbítero el 13 de diciembre de 1970. 
El 19 de febrero de 1991, el papa Juan Pablo II lo nombra Obispo de la Diócesis de San Juan de la Maguana. Escogió como lema episcopal: Ve, Yo te envío.
Por su labor pastoral, fue reconocido por el Senado de la República Dominicana por sus aportes a la educación, salud, recursos naturales, medio ambiente, desarrollo institucional, respeto de los valores y derechos humanos, en las provincias de San Juan de la Maguana, Azua y Elías Piña.